# Жозеф Денікер
Жозеф (Йосип Єгорович) Денікер (6 березня, 1852, Астрахань — 18 березня, 1918, Париж) — французький натураліст і антрополог.

## Біографія
Жозеф Денікер народився 1852 року в Астрахані, Росія, у французькій родині. Закінчив курс в Санкт-Петербурзькому Технологічному інституті, отримав спеціальність інженера. У 1873 році досліджував область місцезнаходження нафти — Кавказ і Північну Персію. Багато подорожував по Середній Європі, Італії, відвідав Далмацію і Чорногорію. З 1876 року мешкав у Парижі. Пройшов у Сорбонні курс природничих наук. 1888 року призначений головним бібліотекарем Паризького природно-історичного музею. Був одним з головних редакторів журналу «Dictionnaire de geographie universelle» Вівіана де С. Мартена, співробітник «Grande Encyclopedie». З 1904 року — лектор Королівського антропологічного інституту Великої Британії. Помер 18 березня 1918 року у Парижі.

## Наукова діяльність
Денікер створив класифікацію людських рас (1900), в якій вперше був послідовно проведений принцип виділення антропологічних типів виключно за фізичними ознаками. Серйозним недоліком цієї класифікації була відсутність історичного підходу, що не давало можливості простежити процес виникнення рас. Деякі принципи класифікації Денікера використовуються і в даний час. Денікер також вперше створив карти расового складу Європи.
Денікер опублікував також велику кількість робіт в наукових журналах «Comptes rendus de l'Academie», «Bulletins de la Societe d'anthropologie de Paris», в «Societe zoologique de France», «Revue d'anthropologie» і ін.

## Система расової класифікації Денікера

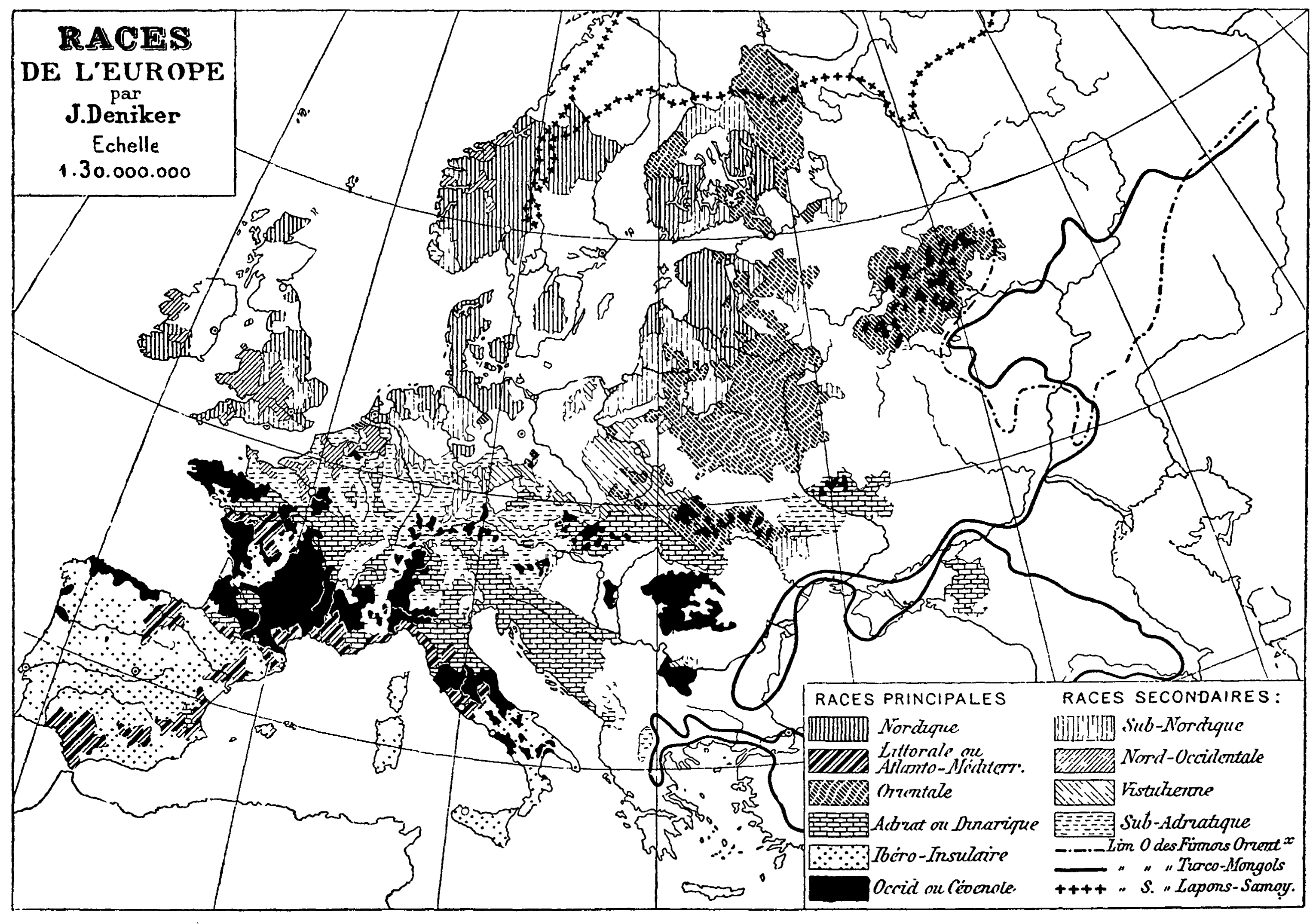
Карта «Races de l'Europe» (Раси Європи), 1899.

Денікер виділяв 6 расових стовбурів:
- група А (шерстовидне волосся, широкий ніс): бушменська, негрська, негрильська і меланезійська раси;
- група B (кучеряве або хвилясте волосся): ефіопська, австралійська, дравідійська і ассіроїдна раси;
- група C (хвилясте, темне або чорне волосся і темні очі): індоафганська, арабська або семітська, берберська, південноєвропейська, іберо-острівна, західноєвропейська і адріатична раси;
- група D (хвилясте або пряме волосся, блондини зі світлими очима): північноєвропейська (нордична) та східноєвропейська раси;
- група E (пряме або хвилясте, чорне волосся, темні очі): айнська, полінезійська, індонезійська і південноамериканська раси;
- група F (пряме волосся): північноамериканська, середньоамериканська, патагонська, ескімоська, лопарська, угорська, турко-татарська (туранська) і монгольська раси[6][7].

Серед європейських рас, крім вищезазначених, Денікер виділяв певні підраси:
- Північно-західну;
- субнордичну;
- субадріатичний;
- Вістульську (Привіслянського) або східну (орієнтальну).[8]

В ході подальших досліджень майже всі виділені Денікером раси отримали підтвердження як реальні одиниці расової систематики.
Денікер ввів у науковий обіг термін «нордична раса» (фр. la race nordique, «північна раса»).

## Праці
- Arthur Keith and Alfred C. Haddon, «Obituary: Dr. Joseph Deniker» Man 18 (May 1918): 65-67.(англ.)
- Ashley Montagu, "The Concept of Race // American Anthropologist 64:5 (October 1962). — Р. 919—928. (англ.)
- Алексеев В. П. Избранное. — М. : Наука, 2007. — Т. 2: Антропогеография. — С. 19—21. — ISBN 978-5-02-035544-6.
- Авдєєв В. Б. Создатель расовой типологии И. Е. Деникер // Атеней. — № 6. — С. 16-18.
- Івановський А. А. Расы Европы // Русский Антропологический Журнал. — 1905. — № 3-4.
- Joseph Deniker The Races of Man: an outline of anthropology and ethnography. — 1900. (англ.)